# ネルガル・シャレゼル
ネルガル・シャレゼル(Nergal-sharezer、バビロニア語:   Nergal-šar-uṣur または Nergal-šarra-uṣur、「ネルガル神よ、王を守りたまえ」の意）は、新バビロニアの第4代の王（在位：紀元前560年 - 紀元前556年）。ネリグリッサル（Neriglissar）とも呼ばれる。それまでのバビロニア王と血縁関係にはないが、おそらくアラム人を先祖に持ち、ネブカドネザル2世（紀元前605年から562年）の治世において有名な高官かつ将軍だった。ネブカドネザルの娘の一人、おそらくカシュシャヤ（Kashshaya）と結婚することで、さらに影響力を増した。
当初、ネブカドネザルの跡はその息子のアメル・マルドゥクが継いだ。だが、その2年後にはネルガル・シャレゼルが彼を殺して王位を簒奪した。おそらくネルガル・シャレゼルは先王（ネブカドネザル）のどの息子よりも相当年上であり、彼自身は血族ではないものの、ネブカドネザルの娘との結婚を通じて、裕福で強固な地盤を持つ王室の派閥と通じていた可能性がある。
ネルガル・シャレゼルの治世において最も良好に記録されている出来事は、アナトリア地方キリキアの小国の王、アプワシュ（Appuwashu）に対して紀元前557年から紀元前556年にかけて実施して成果を上げた軍事遠征である。ネルガル・シャレゼルは近くの島に対して水陸双方からの攻撃を行い、アプワシュの首都ウラと別の都市キルシュを首尾よく占領し、その西方にあるリュディアとの国境にある山に瓦礫の山を築いた。勝利を収めてバビロニアに帰国した直後の紀元前556年4月、ネルガル・シャレゼルは死亡した。彼の跡は息子のラバシ・マルドゥクが継いだが、彼の治世はナボニドゥスを支持する者に殺害されるまでの２～３か月しか続かなかった。

## 背景

### ネブカドネザルの治世
新バビロニア帝国は、2人目の王ネブカドネザル2世の治世中（紀元前605～紀元前562年 ）に全盛期を迎えた。その父ナボポラッサル（紀元前626年から605年）が滅ぼした新アッシリア帝国に属していた領土を併合し、ネブカドネザルの治世において、帝国は諸々の領土と軍隊を統合して覇権を確立した。ネブカドネザルはその治世中、バビロニア全土において、大規模な建築プロジェクトに多くの時間と資源を投入したが、とりわけ首都バビロンでそれは顕著だった。莫大な支出の負担が国庫にのしかかるにつれて、それと引き換えに地元の商人たちは裕福になっていき、その結果、政治問題により大きな影響力を持つようになっていった。
ネルガル・シャレゼル自身の碑文によると、彼はベル・シュム・イシュクン（êl-šum-iškun）という名の男の息子であった。これはおそらくナブ・エピル・ラア（Nabû-ēpir-la'î）の息子であるベル・シュム・イシュクンと同じ人物である。彼の収入は、ネブカドネザルと王の娘の一人であるカシュシャヤの収入と共に、バビロニアの経済文書に記載されている。帝国の様々な役人を記録した別の王室文書においても、ネグリッサル（ネルガルシャレゼル）とベル・シュム・イシュクンの名前が記載されている。その文書において、ネルガル・シャレゼルはシンマジル（Simmagir：シンマジル州を統治する高官）の役人として記録され、ベル・シュム・イシュクンはPuqudu州で生まれたと記録されている。ネルガル・シャレゼルとその父親のいずれも、Puqudu族（ベル・シュム・イシュクンが生まれた州と同じ名前）のアラム人の一族の出身であった可能性がある。
ネブカドネザルの治世中、ネルガル・シャレゼルは活発な実業を行い、土地も所有していた。彼はシッパルにおいて、ナブー・アッヘ・イッディナ（Nabu-ahhe-iddina）という名前の破産した男性から不動産を、イッディナ・マルドゥク（Iddina-Marduk）という名前の裕福な銀行家から不動産を購入したことが記録されている。ネルガル・シャレゼルはシッパルのほかに、ウルクにも土地を所有していた。シッパルと、紀元前565～564年にオピスにいたことが記録されていることから、ネブカドネザルが行ったメディアの城壁の建設に関わっていた可能性がある。この城壁は、バビロンを北方の攻撃から守ることを目的としていた。裕福な地主であることに加えて、ネルガル・シャレゼルはシンマジル（前出、同名の州を統治する高官）でもあり、ネブカドネザルの主要な役人の一人でもあった。
ネブカドネザルの軍事作戦中、ネルガル・シャレゼルは「ラブ・マグ（rab māg）」という地位の将校を務めた。彼は、紀元前597年にネブカドネザルがエルサレムを包囲した際の出来事を伝える聖書の文書に記されている「ネルガル・サル・エツェル」（エレミヤ39:13）と同一人物である可能性がある。

### 王への即位
ネブカドネザルの娘の一人との結婚をにより、ネルガル・シャレゼルの影響力はさらに高まった。1974年、歴史家のデイビッド・B・ワイスバーグはこの娘はカシュシャヤ（Kashshaya）であると提案した。なぜなら彼女の名前がネブカドネザル、ネルガル・シャレゼル、ベル・シュム・イシュクンの名前と共に経済文書に記載されていたからである。ネブカドネザルの他の娘の一人ではなくカシュシャヤがネルガル・シャレゼルの妻であったという具体的な証拠はないが、ドナルド・ワイズマンやヨナ・レンダリングなど後の歴史家は、ネルガル・シャレゼルがカシュシャヤと結婚したという仮定を受け入れた。
後のヘレニズム時代のバビロニアの作家で天文学者のベロッソスによると、ナブコドノソロス（ネブカドネザル）は、43年の治世の後に病気で亡くなり、息子のエウリマラドコス（アメル・マルドゥク）が跡を継いだが、彼は「気まぐれに支配し、法律を無視した」。2年間の統治の後、ネリグラッサロス（ネルガル・シャレゼル）はアメル・マルドゥクに対して陰謀を企て、彼を殺して退位させた。ベロッソスの記述を信じるなら、ネルガル・シャレゼルが首謀者だったことになる。もっとも、アメル・マルドゥクとネルガル・シャレゼルの闘争は、一般的な他の形態の対立ではなく、家族間の不和であった可能性もある。
ネルガル・シャレゼルとカシュシャヤ（またはネブカドネザルの娘のもう一人）との結婚は、おそらく王位を奪うことを可能にした。ネルガル・シャレゼルが王になる可能性を大幅に増したかもしれない要因は、ネブカドネザルの他の子供たちに対するカシュシャヤの関係である。カシュシャヤは、ネブカドネザルのすべての子供たちの中で最年長だった可能性がある。彼の息子の多くはネブカドネザルの治世第39～41年の史料に登場する一方で、彼女はそれよりもかなり早い時期（治世第5年）に活動していたことがわかっているからである。この遅い時期にのみ言及された息子たちは、たまたまその時期に記述されただけという可能性もあるが、カシュシャヤとの時期の大幅なずれは、これらの息子が再婚により生まれたことを示しているとも解釈できる。したがって、王位簒奪は、王室のより古く裕福で影響力のある一族（ネブカドネザルの娘たち、とりわけカシュシャヤに代表される）と、歴史が浅く正統性もあるが、もっと若い一族（ネブカドネザルの息子、アメル・マルドゥクなどに代表される）との間の確執の結果であった可能性がある。カシュシャヤは、ネルガル・シャレゼルのように、父親の治世中にウルクで大規模に土地を所有していたことが記録されている。

## 治世

### 初期の活動
ネブカドネザルの治世後半の大部分と、アメル・マルドゥク、ネルガル・シャレゼル、その息子で後継者であるラバシ・マルドゥクの治世の大半に該当する紀元前594年から紀元前557年までの期間における楔形文字の史料はごくわずかしかない。一般に、この時代の歴史の再構成には、バビロニアからの契約文書粘土板に加えて、ヘブライ語、ギリシャ語、ラテン語の二次資料に従って、当時の出来事を決めている。アメル・マルドゥクの治世にさかのぼる最後の文書は、バビロンで書かれた紀元前560年8月7日付けの契約である。その4日後には、彼に代わってネルガル・シャレゼルと日付が付けられた文書が、バビロンとウルクの両方から発掘されている。首都での彼に属する経済活動が首都において増加していたことからすると、ネルガル・シャレゼルは王位簒奪時点にはバビロンにいた。
王になった後、ネルガル・シャレゼルは、娘のギギトゥム（ギギトゥ）をボルシッパのエジダ神殿の管理者であり影響力のある宗教指導者であるナブー・シュマ・ウキンと結婚させることで、地位を固めた。王としてのネルガル・シャレゼルの最初の2年間は、他にあまり文書として残されていない。彼はバビロンの主神殿であるエサギラの建設と修理事業を続け、毎年起こる洪水の後、王宮とユーフラテス川の東岸を修理したことが知られている。

### アナトリアへの軍事遠征
ネルガル・シャレゼルの治世3年目、紀元前557年に、彼はアナトリアへの軍事遠征を成功させた。同時代の年代記に記録されている（主にABC6の年代記）。この軍事遠征は、ピリドゥ（Piriddu。またはピリンドゥ　Pirindu）の王であるアップワシュ（Appuwashu、またはアプアシュ　Appuašu）がシリアへの攻撃を計画しているという噂に対応したものだった。この攻撃に対抗するため、ネルガル・シャレゼルは軍隊をヒューム（新アッシリア帝国の崩壊以来ずっとバビロニアの支配下にあったキリキア東部）に進軍させた。ヒュームの西の領土の一部を支配していたアップワシュは、バビロニアの前進を阻止するために待ち伏せ攻撃を準備したが、ネルガル・シャレゼルはこれを破って25キロメートル（16マイル）以上もキリキア海岸沿いの山岳地帯を追跡し、首都ウラに逃れたアップワシュをさらに攻撃、これを陥落させて略奪した。
キルシュを占領した後、ネルガル・シャレゼルは3キロメートル沖合のピツス島に対して水陸両面からの攻撃を行い、リディアの国境にあるサルーンの集落に至る峠道に瓦礫をおいて封鎖した。アップワシュはネルガル・シャレゼルの猛攻撃から逃れたが、軍事遠征によりネルガル・シャレゼルはピリドゥに対するバビロニア支配を確立し、この小王国をバビロニア、リュディア、メディアという三つの大国間の緩衝地帯に変えることに成功した。
ABC6の年代記に記録されている軍事遠征の説明は、以下のとおりである。
ピリンドゥの王アプアシュは大軍を召集し、シリアを略奪しようと試みた。ネグリッサル（ネルガル・シャレゼル）は彼の軍隊を召集し、彼に対抗するためにヒュームに向かって行進した。ネグリッサルが到着する前に、アプアシュは待ち伏せするため、兵士と騎兵隊を山の谷に置いた。ネグリッサルは到着すると、彼らに敗北を負わせ、その大軍を破った。その軍と多数の馬を捕らえた。彼はアプアシュを追跡し、15昼夜の距離を追って険しい山々を進んだ。その首都ウラまでの道のりは、1人の人間がやっと通るぐらいの幅しかなかった。

彼はアプアシュを捕らえ、ウラを占領し、略奪した。ウラから彼の父祖の首都であったキルシまで、険しい山々と困難な峠を通って6昼夜の距離を行進した後、彼は強大な都市であるキルシを占領した。彼はその城壁と宮殿、そして住民を焼いた。
6000人の兵士が守る、海に浮かぶピトゥスを彼は船で占領した。彼はその街を破壊し、人々を捕らえた。

その同じ年に、サルーンの峠からリディアの国境まで、彼は火を放った。 アプアシュは逃げ、彼を捕まえなかった。
紀元前556年2月、ネルガル・シャレゼルは首都に帰還した。この移動には、おそらく約50日かかったと思われる。彼の軍事遠征がバビロニアの中心地から遠く離れて行われたということは、メディア国からの支援を受けたか、あるいはアナトリア地方におけるメディアの影響を軽減させることを目的として行われた可能性がある。

### 死と継承
ネルガル・シャレゼルの治世は、長くは続かなかった。知られている限りではネルガル・シャレゼルの治世に属する最後の文書は、紀元前556年4月12日のバビロンにおける契約文書と、同年4月16日のウルクにおける契約文書である。シャマシュ・シュム・ウキン（紀元前668-648年）からセレウコス朝シリア王セレウコス2世（紀元前246-225年）までのバビロンの支配者を記録したウルクの王名表（IM 65066、王名表第５番としても知られる）では、ネルガル・シャレゼルの治世を3年8か月としており、彼が4月に死亡した可能性と一致する。
ベロッソスは、ネルガル・シャレゼルは没する前の4年間、王であり、その跡は息子のラボロソアルドコス（ラバシ・マルドゥク）が引き継いだと書いている。また、ベロッソスは誤ってラバシ・マルドゥクの治世を9か月としている（これは書記の誤りである可能性がある）。そして彼は、ラバシ・マルドゥクの「邪悪な道」ゆえに彼の友人たちは陰謀を企て、最終的にはまだ子どもであった王を殴打して殺したと述べている。その後、首謀者たちは、自分たちのグループに属していたナボンネドス（ナボニドゥス）が王となることで合意した。ウルクの王名表ではラバシ・マルドゥクの治世はたった3か月であるばかりか、バビロニアで出土した契約書から推測すると、彼の治世はわずか2か月だった可能性がある。ベロッソスはラバシ・マルドゥクを子どもであったとしているが、即位の2年前の商業文書では、ラバシ・マルドゥクがその時点で自分自身のことに責任を負っていたことが書かれているので、即位時には大人であった可能性がある。
なぜラバシ・マルドゥクが（ナボニドゥスの息子、ベルシャザルが率いる）クーデターで退位・殺害されたのか、理由はよくわからない。その理由は、ラバシ・マルドゥクと彼の前の父親は人脈があり金持ちではあったが、結局は庶民であり王族ではないと見なされた可能性がある。さらに、ネルガル・シャレゼルは王族との結婚によりネブカドネザルとの関係があり、正統であると見なされていたが、ラバシ・マルドゥクはネルガル・シャレゼルの別の妻の息子であり、このため、王朝とはまったく関係がなかった可能性がある。このような事情と短い治世にもかかわらず、ネルガル・シャレゼルは後のバビロニア人によって好感情を抱かれている。ナボニドゥスはその碑文の中で、ネブカドネザルとネルガル・シャレゼルを、彼が関係していた良い王としてその名を挙げている。

## 称号
バビロンにあったエサギラ神殿の修復を記念する彼の碑文において、ネルガル・シャレゼルの称号は次のように書かれている。
バビロンの王ネルガル・シャレゼル、敬虔な王子、マルドゥク神の好意を受ける者、主の主に畏敬の念を抱く謙虚（で）従順な者、賢明（で）敬虔な者、様々なものをもたらす支配者ナブー神 ― 彼の主 ― の神殿を絶えず探し出す者、エサギラ（神殿）とエジダ（神殿）に献げ物を納める者、大量に献げ物を納め（そして）彼らの清めの儀式が正しく行われることを保証する者、ベル・シュム・イシュクンの息子、賢明な王子、完璧な戦士、エサギラ（神殿）とバビロンの保護を保証する者、強い城壁のように国への接近を阻止する者こそ、余である。
バビロンにおける他の建築事業を記念する別の碑文では、以下の称号が使用されている。
ネルガル・シャレゼル、バビロンの王、エサギラ（神殿）とエジダ（神殿）を改修する者、偉大な神が永続することを定めた王権を行使して善行を行う者、最高神にして運命を司るマルドゥク神が領土において権力を行使する運命を定めた者、正統な後継者ナブー神が黒い頭（の人々）を羊飼いとして導く王笏（おうしゃく）をその手にを握らせた者、威厳あるエッラ神が民を救い土地を保つために武器を授けた者、ベル・シュム・イシュクンの息子、バビロンの王、それが余である。

### 参考ウェブサイト
- Lendering, Jona (2005年). “Uruk King List”. Livius. 2020年8月13日閲覧。
（『ウルクの王名表』（ヨナ・レンダリング、2005年））
- Lendering, Jona (2006年). “Neriglissar”. Livius. 2020年8月22日閲覧。
（『ネリグリッサル』（ヨナ・レンダリング、2006年））
- Mark, Joshua J. (2018年). “Nebuchadnezzar II”. World History Encyclopedia. 2020年8月24日閲覧。
（『ネブカドネザル２世』（ジョシュア・Ｊ・マーク、2018年、世界史百科事典））